# The Magazine of Fantasy and Science Fiction
The Magazine of Fantasy and Science Fiction (im Weiteren als F&SF abgekürzt) ist ein US-amerikanisches Fantasy- und Science-Fiction-Magazin. Erstmals erschienen 1949, war es ein Nebenprodukt von Lawrence E. Spivaks Mercury Press. Die deutschsprachigen Ausgaben vom Heyne Verlag weichen sehr stark in Umfang und Reihenfolge der Veröffentlichungen ab.
Die Herausgeber Anthony Boucher und J. Francis McComas haben Mitte der 1940er die Idee, ein neues Format zusätzlich zum existierenden Ellery Queen’s Mystery Magazine zu erschaffen, an Spivak herangetragen. Nach der Genehmigung nannte sich die erste Ausgabe The Magazine of Fantasy. Schnell wurde aber umgedacht und der Titel wurde dementsprechend ab der zweiten Ausgabe umbenannt in Magazine of Fantasy and Science Fiction.
Das F&SF unterschied sich in seiner Art der Präsentation sehr von den üblichen Formaten des damaligen Standards, dem Pulp-Magazin. Die Unterschiede waren:
- Es gab keine Illustrationen innerhalb der veröffentlichten Kurzgeschichten.
- Es gab keine Spalten
- Der Text, anders als in Groschenromanen, wurde nicht zweispaltig im Blocksatz dargestellt

In den Augen des Historikers Mike Ashley setzte sich das F&SF von anderen Magazinen ab, und er beurteilte es als außergewöhnlich. Das F&SF wurde schnell eines der bedeutendsten Science-Fiction- und Fantasy-Magazine, weil es mehr literarische Felder abdeckte. Diese Qualität konnten die anderen zeitgenössischen Magazine nicht liefern.
Sehr bekannte Erzählungen, die in den ersten Jahren herausgegeben wurden, waren unter anderem Richard Mathesons Der dritte Planet und Ward Moores Der große Süden, Letzteres eine Alternativweltgeschichte, in der der amerikanische Süden den Amerikanischen Bürgerkrieg gewann.
Aus gesundheitlichen Gründen zog sich McComas 1954 zurück, sodass Boucher bis 1958 alleiniger Herausgeber des Magazins war. Als er 1958 dann mit dem Magazin  einen Hugo Award für das beste Magazin des Jahres gewann, fand er einen passenden Nachfolger für sich in Robert Mills, der die Aufgabe für die nächsten zwei Jahre übernahm.
In der Folge war Mills verantwortlich für die Veröffentlichung von Daniel Keyes Kurzgeschichte Charly (verfilmt als: Charly; Buchtitel auch: Blumen für Algernon), Projekt Luna von Algis Budrys, Starship Troopers von Robert Heinlein und die erste von Brian Aldiss’ Hothouse-Geschichten.
In den ersten Ausgaben war George Salter verantwortlich für das gestalterische Design und der Cover der Magazine, seinerzeit der künstlerische Leiter von Mercury Press. In der Folge kamen weitere Künstler dazu: Chesley Bonestell, Kelly Freas und Ed Emshwiller.
1962 wurde Mills von Avram Davidson als Herausgeber abgelöst. Als Davidson 1964 den Job aufgab, übernahm Joseph Ferman. Ferman kaufte das Magazin 1954 vom damaligen Rechteinhaber Spivak. In dieser Zeit begann sein Sohn Edward unter Anleitung seines Vaters immer mehr herausgeberische Tätigkeiten zu übernehmen.
Am Anfang des Jahres 1966 war Edward L. Ferman neben seinem Vater als Herausgeber angeführt. Vier Jahre später übernahm er die gesamten Aufgaben seines Vaters und verlegte sein Büro in sein Haus in Connecticut. Über 25 Jahre blieb Ferman jr. dann Herausgeber und veröffentlichte in der Zeit eine große Menge an anerkannt außergewöhnlichen Kurzgeschichten. Unter anderem waren das Fritz Leibers Ill Met in Lankhmar, Robert Silverbergs Mit den Toten geboren und Stephen Kings Der-Dunkle-Turm-Zyklus. 1991 übergab er die administrativen Aufgaben an Kristine Kathryn Rusch, unter deren Ägide merklich mehr Geschichten der Genres Horror und Dark Fantasy verlegt wurden als zu Fermans Zeiten. Allerdings sank in den 1990ern das Interesse der Leser und die Höhe der Auflagenzahlen. Dies verzeichneten die meisten Magazine ebenso, F&SF war da keine Ausnahme. 1997 ersetzte Gordon Van Gelder Rush und kaufte dann 2001 F&SF von Ferman. Der Leserzuspruch sank jedoch  weiter: 2011 waren es lediglich 15.000 Käufer einer Auflage. 2015 übernahm Charles Coleman Finlay das Geschäft als Herausgeber.

## Lawrence Spivak

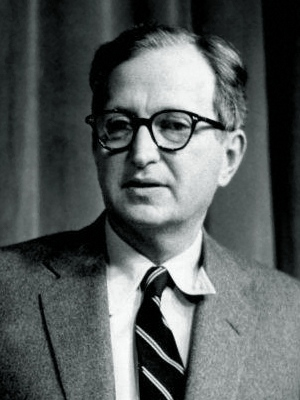
Lawrence Spivak 1960

Das erste Fantasy-Magazin Weird Tales erschien bereits 1923. 1926 erschienen dann die Amazing Stories als erstes Science-Fiction Magazin. Am Ende der 1930er Jahre florierte das Genre in den Vereinigten Staaten. Alleine zwischen 1938 und 1941 erschienen fast 20 neue Science-Fiction bzw. Fantasy Magazine. Allesamt waren diese Publikationen Pulp-Magazine und trotz einiger weniger hochwertiger Geschichten waren die meisten Veröffentlichungen von inhaltlich schlechter Qualität. Als Folge wurden sie allgemein als Schundliteratur angesehen, ein Vorurteil, gegen das sich Science-Fiction und Fantasy jahrzehntelang behaupten mussten. 1941 erschien die erste Ausgabe des Ellery Queen’s Mystery Magazine, das sich mit Detektiv-Geschichten beschäftigte und von Fred Dannay herausgegeben wurde. Sein Magazin erschien in Form eines Digest und veröffentlichte eine Mixtur aus klassischen, bekannten Werken und neuem Material. Dannay vermied den sensationslüsternen Schreibstil der Pulp-Magazine und schnell wurde sein Magazin ein Erfolg.
In den frühen 1940ern lernte Anthony Boucher, ein erfolgreicher Autor im Bereich Science-Fiction, Fantasy und Mystery über die gemeinsame Arbeit bei der Ellery Queen radio show Fred Dannay kennen. Ebenso kannte Boucher den Herausgeber J. Francis McComas, der sein Interesse an Science-Fiction und Fantasy teilte. 1944 hatten McComas und Boucher die Idee eine Fantasy Version des Ellery Queen’s Mystery Magazine ins Leben zu rufen und sprachen Dannay auf dieses Projekt an. Dannay sprach der Idee zu, allerdings stand das Problem der Papierknappheit aufgrund des Zweiten Weltkriegs im Raum. Im folgenden Jahr schlugen deshalb McComas und Boucher vor, das neue Format unter dem Namen von Ellery Queen mitzuveröffentlichen. Allerdings war Dannay kein Kenner der Fantasy-Szene und bat die beiden deshalb, ihre Idee bei Lawrence Spivak, dem Herausgeber des Ellery Queen’s Mystery Magazine, vorzubringen.
Im Januar 1946 trafen sich die beiden mit Spivak in New York, der ihnen im Laufe des Jahres mitteilte, dass er bereit wäre, die Idee zu unterstützen. Spivak forderte die beiden auf, Material für das neue Magazin zusammenzutragen. Als Ergebnis waren das eine neue Geschichte von Raymond Chandler, sowie Wiederveröffentlichungen einiger Werke von H.P. Lovecraft, John Dickson Carr, und Robert Bloch. Zunächst sollte die erste Ausgabe Anfang 1947 erscheinen, Boucher und McComas schlugen den Namen Fantasy and Horror vor, allerdings verzögerte sich der Starttermin aufgrund der aktuell schlechten Verkaufszahlen von Digest-Magazinen. Außerdem legte er einen Preis von 35 US-Cent nahe (zu damaliger Zeit umgerechnet etwa 1,47 DEM), um einen Puffer für die befürchteten eher schlechten Verkaufszahlen zu haben. Im Mai schlug Spivak den Namen The Magazine of Fantasy vor, im August desselben Jahres kündigte eine Pressemitteilung den ersten Veröffentlichungstermin für den Oktober 1947 an. Am 6. Oktober 1949 trafen sich Spivak, McComas und Boucher zu einem Mittagessen im Waldorf-Astoria in New York. Sie wollten dem hundertsten Jahrestag des Todes von Edgar Allan Poe gedenken und eine neue regelmäßige erscheinende Fantasy-Anthologie aus der Taufe heben. Unter anderem waren Terry Carr, Basil Rathbone und Boris Karloff eingeladen.
Die erste Ausgabe wurde von Fantasy House verlegt, einem Tochterunternehmen von Mercury Press. Sie verkaufte sich 57.000 Mal, was weniger war, als Spivak sich erhofft hatte. Trotzdem gab er im November die Freigabe für eine zweite Auflage an Boucher und McComas.
Nun wurde der Titel in The Magazine of Fantasy & Science Fiction geändert, um die Leserschaft beider Stilrichtungen anzusprechen. Die Verkaufszahlen der zweiten Ausgabe indes waren gut genug für Spivak, um weitere Ausgaben zu genehmigen. Damit war die Zukunft des Magazins erstmal gesichert. In der Folge ergab sich eine Schwierigkeit daraus, das Boucher und McComas an der Westküste lebten, das Verlagsbüro aber an der Ostküste in New York beheimatet war.
Ab Dezember 1950 wurden je Monat zwei Ausgaben des Magazins herausgegeben. Die Bezahlungsgrundlage der frühen Ausgabe belief sich auf zwei US-Cent (damals 8 Pfennige) je Wort, oder 100 $ (damals 420 DM) für die komplette Kurzgeschichte. Dies entsprach der Entlohnung der Autoren von Astounding Science Fiction, dem seinerzeit führenden Science-Fiction Magazin. Im Jahr 1953 änderte sich die Bezahlung auf 3,5 US-Cent je Wort für Geschichten unter 3.000 Worten.
1951 war McComas aus gesundheitlichen Gründen gezwungen, sein Engagement herabzusetzen. Neben seiner Tätigkeit als Herausgeber des F&SF hatte er im Verkaufsbereich noch einen Vollzeitjob. McComas Gehalt wurde aufgrund dessen reduziert. Er selbst bezeichnete seine neue Aufgabe von da an als Berater. Ab dem Zeitpunkt übernahm Boucher die meisten herausgeberischen und lektorierenden Tätigkeiten. McComas rezensierte dann das Ergebnis und in seltenen Fällen lehnte er eine Geschichte ab. Ab August des folgenden Jahres wurden die Ausgaben monatlich herausgegeben. 1954 verkaufte Spivak seine Anteile von Mercury Press an seinen Geschäftsführer Joseph Ferman. Im selben Jahr zog sich McComas aufgrund seines immer schlechter werdenden Gesundheitszustands komplett aus dem Verlagsgeschäft zurück.

## Die Fermans und Gordon Van Gelder

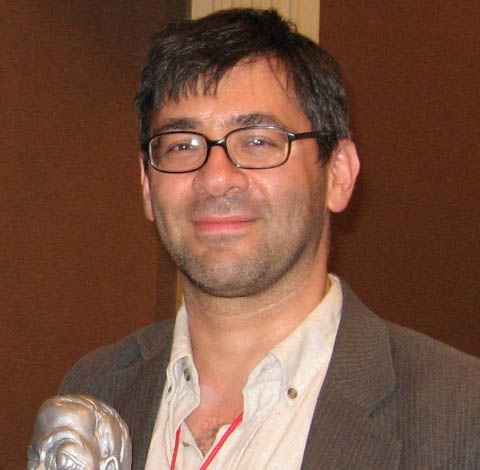
Gordon Van Gelder 2007

1957 startete Ferman mit Venture Science Fiction ein ergänzendes Magazin, dessen Schwerpunkt auf mehr Action orientierten Geschichten als dem F&SF lag. Weil Boucher mit seiner Arbeit ausgelastet war, bekam der bisherige Chef vom Dienst des F&SF die Aufgabe als Herausgeber für Venture tätig zu sein, mit Boucher als Berater an seiner Seite. Kurz darauf verkaufte Ferman das Ellery Queen’s Mystery Magazine an Bernard Davis, dieser verließ Ziff-Davis, um ein eigenes Projekt zu starten. Ferman behielt das F&SF in der Zeit als Boucher sich zurückzog und er stellte Robert P. Mills als Herausgeber ein, der allerdings Chef vom Dienst des Queen’s magazine blieb. Mills blieb über drei Jahre und verließ F&SF 1961, um mehr Zeit in seine Arbeit als Literaturagent investieren zu können. Ferman ersetzte ihn daraufhin durch Avram Davidson, dessen Name erstmals im Impressum der April-Ausgabe 1962 erschien. In den 50er Jahren arbeitete Joseph Fermans Sohn Edward als Assistent für das Magazin, das er 1959 verließ, um auch in anderen Unternehmen seine Berufserfahrung zu erweitern und Praxis zu sammeln. 1962 kehrte er zurück und arbeitete unter Davidson als Chef vom Dienst.
1963 avancierte Ted White, der spätere Herausgeber von Amazing Stories zum Redaktionsassistenten und blieb bis 1968. Ende 1964 gab Davidson seinen Posten auf, um sich mehr seiner schriftstellerischen Tätigkeit widmen zu können. Ersetzt wurde er durch Joseph Ferman, der wiederum im Mai 1965 an seinen Sohn Edward übergab. Erst ab 1966 wurde diese Änderung auch im Impressum erwähnt. Vier Jahre später übernahm Edward Ferman auch die Aufgabe des Verlegers von seinem Vater. Eine seiner ersten Amtshandlungen war die Verlegung seines Büros in sein eigenes Haus in Cornwall, Connecticut.
Seine Frau Audrey war als Betriebswirtin eingestellt, Andrew Porter wurde Redaktionsassistent. In den frühen 1970ern kontaktierte Ferman Sol Cohen, den Besitzer von Amazing Stories und Fantastic Stories, um diese konkurrierenden Magazine aufzukaufen. Ferman wollte die beiden zu einem einzigen Magazin zusammenfassen und dieses Magazin parallel zu F&SF verlegen. Cohen entschied sich dagegen und behielt beide Titel.
1969 stieg der Preis einer Ausgabe des F&SF auf 50 US-Cent (damals umgerechnet ca. 2 DEM). Ende der 1970er stieg der Preis auf 1,25 $ (umgerechnet 2,30 DEM) bei gleichzeitiger Erhöhung der bisherigen Seitenanzahl von 128 auf 160 (im amerikanischen Original). Die Stückzahlen erhöhten sich von knapp 50.000 auf ca. 60.000. Einer der Gründe wird der Einsatz der Marketing-Firma Publishers Clearing House gewesen sein, die das Magazin mit Lottoveranstaltungen und dem Konzept des „price-based-selling“ unterstützte. Natürlich spielte auch die gleichbleibend hohe Qualität eine Rolle. Um es mit Ashleys Worten zu sagen: „F&SF delivered the goods month after month“ – „F&SF lieferte die Qualität Monat für Monat.“ Sie hielten zuverlässig jeden Monat die Veröffentlichungstermine ein und das für die nächsten zwei Jahrzehnte. Ferman schaffte es, die Verkaufszahlen immer über 50.000 und teilweise über 60.000 zu halten und das, während andere Magazine ihre Abonnenten verloren. 1991 übertrug er die Herausgeberschaft an Kristine Kathryn Rusch und im Zuge sanken die Verkaufszahlen wieder.
1997 übernahm Gordon Van Gelder die Herausgeberschaft und 2001 kaufte er das F&SF von Ferman und war seitdem auch Verleger. Von 2001 bis 2009 war John Joseph Adams Assistenz-Herausgeber. Aber auch Van Gelder und Adams konnten nicht verhindern, das die Auflagenzahlen immer weiter sanken, so waren sie im Jahr 2011 bei knapp 15.000 angekommen. Als Folge entschied Van Gelder das Magazin nur noch alle zwei Monate zu veröffentlichen, bei gleichzeitiger Erhöhung der Seitenzahlen und des Preises. Er beauftragte Charles Coleman Finlay als Gast-Herausgeber die Juli/August-Ausgabe 2014 herauszugeben. Anschließend bekam Finlay eine Vollzeit Anstellung und begann mit der März-/April-Ausgabe 2015 seine Aufgabe.

## Inhalte und Rezeption

### Boucher, McComas, Mills und Davidson
Boucher und McComas Absicht war es, die Erfolgsformel des Ellery Queen’s Mystery Magazine zu kopieren: Nachdrucke bereits veröffentlichter Werke gemeinsam mit der Vermeidung der geringen Qualität, die Pulp-Magazine hatten. Kurz bevor sie die erste Ausgabe veröffentlichten hatten sie einen Disput. Die Frage war „Wo ist die Grenze zwischen Science-Fiction und Fantasy zu ziehen?“. Als dann Joseph Ferman darauf hinwies, dass eine Erweiterung um Science-Fiction dem Magazin eine höhere Leserschaft ermöglicht, wurde sein Vorschlag angenommen. Im ersten Versuch war nur eine Geschichte abgedruckt, die man als Science-Fiction bezeichnen kann. Es war Theodore Sturgeons The Hurkle is a Happy Beast, zwei weitere Neudrucke waren Bestandteil.
Das Layout der Ausgaben im Inneren gestaltete sich anders, als das bisherige Magazine präferierten. Es gab keine Illustrationen und keinen zweispaltigen Aufbau des Texts. Es gab eine Rubrik zu Buchkritiken, allerdings keinen Leserbriefe-Bereich. Das Logo-Design war ein Werk des Art Directors George Salter, der bis 1958 dafür verantwortlich zeichnete. Er war verantwortlich für die surrealen Cover der frühen Jahre. Dies setzten spätere Künstler fort, allerdings blieb das grundsätzlich Design für Jahrzehnte erhalten.
Bereits mit der zweiten Folge wurde das „SF“ ohne Ankündigung zum Namen hinzugefügt, allerdings fanden nicht mehr SF-Stories Platz in der zweiten Ausgabe als in der Ersten. Mit einer Ausnahme, nämlich Damon Knights Not with a Bang, die Knight selbst als seine erste professionell veröffentlichte Story bezeichnete. Bereits in der nächsten Ausgabe wurde Richard Mathesons Erstveröffentlichung Born of Man and Woman abgedruckt. Im Nachhinein als eine der besten Stories, die F&SF je veröffentlichte, bezeichnet.
Im Laufe der nächsten Jahre wurden viele Autoren gewonnen, unter anderem Margaret St. Clair, Reginald Bretnor, Miriam Allen deFord und Zenna Henderson. Boucher selbst schaffte es, viele renommierte Autoren zu Veröffentlichungen zu bewegen. Als Beispiele sind Arthur C. Clarke, Fritz Leiber und Ray Bradbury zu nennen. Im Weiteren begannen Fletcher Pratt und L. Sprague de Camp Gavagan’s Bar im F&SF. Die erste John the Balladeer Story von Manly Wade Wellman erschien in der Dezember-Ausgabe von 1951. Boucher kaufte A Canticle for Leibowitz von Walter M. Miller, Jr., der es bis dato nicht geschafft hatte, das Werk anderweitig zu verkaufen und veröffentlichte es 1955, inzwischen als ein Klassiker des Genres anerkannt.
Ein kontrovers diskutierter Artikel des Astronomen R.S. Richardson mit dem Titel The Day After We Land on Mars erschien 1955. Richardson behauptete, „the men stationed on a planet [to be] openly accompanied by women to relieve the sexual tensions that develop among normal healthy males“ (in etwa: „Die Männer, die auf einem fernen Planeten für die Kolonisierung sorgen, müssen sexuell offenherzige Frauen an ihrer Seite haben, um den natürlichen sexuellen Bedürfnissen gesunder Männer nachzukommen, um die Kolonisation des Weltalls zu erreichen.“). Die Reaktionen von Poul Anderson und Miriam Allen deFord erscheinen im nächsten Jahr in F&SF. DeFord argumentierte, dass Frauen wohl nach Richardsons Artikel nicht dieselben Menschen wie Männer seien. Diese Debatte über die Rolle Frauen in der Science-Fiction beschäftigte das Genre eine lange Zeit.
1958 gewann F&SF den ersten Hugo Award als bestes Magazin. Als Mills Herausgeber wurde, setzte er die hohen Standards von Boucher fort und demzufolge gewann F&SF die Auszeichnung auch 1959 und 1960. Mills veröffentlichte weiterhin eine große Bandbreite an Material, ohne das Magazin auf Subgenres einzuschränken. Ashley zitierte John Collier, Robert Arthur Jr., Allen Drury und Ray Bradbury, allesamt Autoren mit Mainstream Reputation, die im Jahr 1960 in F&SF veröffentlicht wurden, um die Vielfältigkeit des Magazins zu belegen. So war zum Beispiel Daniel Keyes nicht in der Lage sein Werk Flowers for Algernon, später verfilmt unter dem Titel Charly zu verkaufen, bis Mills es 1959 kaufte. Es gewann zahlreiche SF-Awards und nach Clute und Nicholls war es „..arguably the most popular sf novel ever published...“ (Ungefähr: „Die wohl populärste jemals veröffentlichte SF-Kurzgeschichte“). Siehe auch Gestrandet auf Luna, ein Roman über ein tödliches Artefakt, das von Aliens auf dem Mond hinterlassen wurde. Dieser Roman wird als bestes Werk von Algis Budrys betrachtet. Daraufhin erschien Budrys Hothouse, der erste Roman dieser erfolgreichen Serie, 1961 im F&SF.
Zenna Hendersons Stories über The People, einer Gruppe humanoider Alienflüchtlinge auf der Erde, wurden laut SF-Kritiker John Clute in den 1950ern und 1960ern ein zentraler Bestandteil des Magazins. Boucher veröffentlichte 1956 Damon Knights The Country of the Kind, das von Ashley als One of his most potent stories from the fifties. (In etwa: Eine der stärksten Stories der 1950er) beschrieben wurde. Im selben Jahr wurde Reginald Bretnors erste Geschichte um die Feghoots veröffentlicht. Ende der 50er Jahre, während Mills Verantwortung, erschienen Robert A. Heinleins Starship Troopers unter dem Titel Starship Soldiers als Serie in F&SF, allerdings wurden sie wegen übertriebener Gewaltdarstellung wieder abgesetzt. 1960 gewann Heinlein damit den Hugo Award und es wurde zu einem seiner am kontroversesten diskutierten Werke.
Unter den Cover Künstlern der ersten Dekade bezeichnete der SF-Historiker und Kritiker Thomas Clareson die frühen astronomischen Szenen von Chesley Bonestell als die bemerkenswertesten. Sie waren die ersten Cover, die George Salters surreale Cover ersetzten. Ebenso trugen Kelly Freas und Ed Emshwiller zu den Covern der 1950er bei. Mel Hunter begann im November 1953 damit, Cover zu entwerfen. Sein Hauptthema war ab dem eine sehr lange Serie von Covern, die künstliche Intelligenzen zeigte. Abgebildet waren z. B. Roboter inmitten der menschlichen Bevölkerung, die in einer trostlosen Umgebung Pflanzen wässerten, mit Spielzeugen umgingen oder in Katalogen lasen. Zur gleichen Zeit erschien eine Rubrik mit Literatur Empfehlungen. Boucher rezensierte seine eigenen Werke in dieser Kolumne nicht. Er listete seine neuen Bücher lediglich auf und ermutigte die Leser ihrerseits dazu, eine Rezension zu schreiben. Als Boucher das F&SF verließ, übernahm Damon Knight die Empfehlungen, Alfred Bester war ab 1960 zuständig, bis Avram Davidson dies übernahm, und zwar bis Davidson selbst zum Herausgeber wurde.
1958 startete Isaac Asimov eine Kolumne wissenschaftlicher Artikel in Venture Science Fiction. Als Venture eingestellt wurde, holte Mills Asimov und seine Kolumne zu F&SF. Die Kolumne, die ihm laut Asimov selbst mehr Freude bereitete, als seine belletristischen Werke, wurde Jahrzehnte ohne Unterbrechung Bestandteil des F&SF. Diese Kolumne trug lange Zeit zur Kontinuität und Beständigkeit des F&SF bei.
Als Avram Davidson im Jahr 1962 zum Herausgeber wurde, war er dort bekannt für seine Kurzgeschichte The Golem aus dem Jahr 1955. In seiner Zeit öffnete er das Magazin für Werke außerhalb des englischsprachigen Raums, wie zum Beispiel von Hugo Correa, Herbert Franke und Shin'ishi Hoshi. Auch Davidson konnte neue Autoren und Geschichten gewinnen, wie Terry Carrs erste Veröffentlichung Who Sups with the Devil? und Roger Zelaznys Die 2224 Tänze von Locar im November 1963. Er begann Features über die Autoren zu veröffentlichen. In den folgenden Jahren erschienen Artikel über: Theodore Sturgeon, 1962; Ray Bradbury, 1963. Diese Erweiterung war ursprünglich Fermans Idee und wurde ab da immer wieder genutzt. Es waren Artikel über: Isaac Asimov, 1966, Fritz Leiber, 1969; Poul Anderson, 1971; James Blish, 1972; Frederik Pohl, 1973; Robert Silverberg, 1974; Damon Knight, 1976; Harlan Ellison, 1977; Stephen King, 1990; Lucius Shepard, 2001; Kate Wilhelm, 2001; Barry N. Malzberg, 2003; Gene Wolfe, 2007; und David Gerrold, 2016.

### Edward Ferman
Joseph Fermans Sohn, Edward Ferman, war während Davidsons Amtszeit Chef vom Dienst. Als Davidson das F&SF verließ, übernahm Joseph die Herausgebertätigkeit, allerdings war es in Wahrheit Edward, der die gesamte Arbeit übernahm. Dies endete 1965, als Edward auch offiziell Herausgeber wurde. In den 1960ern und 70ern waren die Veröffentlichungen thematisch vielseitig gestreut. So wurden Werke des New Wave von Thomas Disch und John Sladek ebenso berücksichtigt, wie die neuen US-amerikanischen Autoren Samuel Delany und Roger Zelazny, auch fanden Platz Stories aus dem Bereich Hard-Science-Fiction von Gregory Benford und John Varley, Fantasy-Beiträge von Sterling Lanier und Tom Reamy, sowie Horrorgeschichten von Charles L. Grant und Stephen King, um nur einige Beispiele zu nennen.

## Deutsche Ausgaben
Die besten Stories aus The Magazine of Fantasy & Science Fiction war eine von 1963 bis 2000 im Heyne Verlag erscheinende Anthologie bzw. Buchreihe, in der deutsche Übersetzungen von Science-Fiction- und Fantasy-Geschichten aus dem seit 1949 erscheinenden US-amerikanischen Magazine of Fantasy & Science Fiction veröffentlicht wurden (nach der Originalreihe wird auch die deutsche Reihe von Heyne hin und wieder einfach MFSF genannt). Im ersten Erscheinungsjahrzehnt von 1963 bis 1972 lautete der ursprüngliche Titel der Reihe noch Eine Auswahl der besten SF-Stories aus The Magazine of Fantasy & Science Fiction, bis 1973 mit dem Band Nr. 34, Flug nach Murdstone, der endgültige Titel eingeführt wurde.
Bei MFSF handelte sich um die erste (daher zu Anfang noch in Heynes Allgemeiner Reihe erscheinende) der später zahlreichen im Heyne Verlag herausgegebenen SF-Anthologiereihen und -Kurzgeschichtensammlungen, die ab den frühen 70er Jahren oft von Wolfgang Jeschke herausgegeben wurden, der gerade aufgrund des großen Erfolges dieser ersten Reihe im Jahre 1972 vom Kindler Verlag zu Heyne wechselte, um dort fast 30 Jahre lang den Posten des Chefredakteurs und -lektors der SF- und Fantasyabteilung von Heyne zu bekleiden. Ab Band Nr. 37, Traumpatrouille (April 1974) war Jeschke wiederholt als Redakteur an der Reihe beteiligt, zuweilen unter dem Pseudonym E. Senftbauer.
Viele der in der Reihe erstmals auf Deutsch veröffentlichten Stories waren Preisträger von Hugo Award, Nebula Award, Locus Award und/oder Philip K. Dick Award, worauf die deutsche Reihe ab den frühen 80er Jahren in stickerähnlichen Aufdrucken hinwies.

### Geschichte und Erscheinungsbild
Heyne stellte die Anthologiereihe in der Terra Nr. 276 (März 1963) im hauseigenen Moewig Verlag mit der Aussage vor, die SF-Kurzgeschichtenanthologie im monatlichen Wechsel mit je einem neuen SF-Roman zu veröffentlichen. Die zweimonatige Erscheinungsweise wurde allerdings nur bis Band Nr. 16 (Oktober 1966) durchgehalten; Band Nr. 17 erschien erst im Februar 1967, und danach blieb es bei ca. zwei bis drei neuen Bänden pro Jahr.
| Band Nr.           | Preis (DE) |
| ------------------ | ---------- |
| 1 (März 1963)      | DM 2,20    |
| 30 (Dezember 1971) | DM 2,80    |
| 52 (April 1979)    | DM 3,80    |
| 64 (Januar 1983)   | DM 5,90    |
| 70 (November 1984) | DM 7,80    |
| 80 (August 1989)   | DM 9,80    |
| 82 (Juli 1990)     | DM 12,80   |
| 99 (1999)          | DM 14,90   |

Die Reihe zeichnete sich früh durch die Besonderheit aus, anstelle eines regulären Klappentextes für jede im jeweiligen Band enthaltene Geschichte eine Tagline nach dem Muster „Die Story vom/von dem/der…“ auf der Rückseite des Bandes zu haben. Der Titel des jeweiligen Bandes richtete sich nach derjenigen enthaltenen Geschichte, die vom Herausgeber als beste des Bandes bewertet wurde. Herausgeber der Reihe waren Charlotte Winheller (Pseudonym von Charlotte Franke; 1963–1964), Clark Darlton (1964–1965), Wulf H. Bergner (1966–1975), Manfred Kluge (1976–1982) und Ronald M. Hahn (1983–2000).
1981 erschien bei Heyne, außerhalb der regulären Reihe (daher ohne Bandnummer) und mit knapp zweijähriger Verspätung, auch die deutsche Übersetzung des 364-seitigen Jubiläumsbandes 30 Jahre MAGAZINE OF FANTASY & SCIENCE FICTION anlässlich des 30-jährigen Jubiläums des US-amerikanischen Originals, in dem der amerikanische Herausgeber Edward L. Ferman seine Lieblingsstories aus dem F&SF aus der Zeit von 1949 bis 1979 in einem Band zusammenfasste. Drei Bände, Nr. 75, Sphärenklänge (1987), Nr. 78, Volksrepublik Disneyland (1988), und Nr. 79, Die Rückkehr von der Regenbogenbrücke (1989), wiesen auf dem Cover mit einem speziellen Schriftzug im Reihentitel auf das 25-jährige Jubiläum der deutschen Reihe hin.
Die Seitenzahl schwankte pro deutschem Band von den frühen 60ern bis in die späten 70er zwischen ca. 140–160 Seiten, um dann Anfang der 80er rasant auf ca. 225 Seiten zu steigen. Der Höhepunkt wurde Mitte der 80er mit ca. 320 Seiten pro Band erreicht, um sich bis Ende der 80er auf ca. 250 Seiten einzupendeln, wobei die Reihe dann bis zum Ende blieb. Zur Preisentwicklung der Reihe siehe die Tabelle rechts.
Das Erscheinungsbild der Reihe änderte sich mehrmals. In der ersten Phase bis zum Band Nr. 20, Mord in der Raumstation (Juni 1968), waren die Titel noch sehr im Stil der trivialen Unterhaltungsliteratur der 50er und frühen 60er Jahre gehalten: Das Titelbild war ein Aquarell (das hin und wieder durch Elemente der Photomontage ergänzt wurde), der Titeltext war in einer Sans-Serifen-Schrift gehalten und die Titel einiger der Geschichten waren auf dem Cover abgedruckt, wobei der Titel der Titelgeschichte oben stand und am größten war. Ab Band Nr. 21, Flucht in die Vergangenheit (Dezember 1968), trat die erste leichte Veränderung ein, indem auf dem Cover nur noch der Titel der Reihe und der Titel des jeweiligen Bandes abgedruckt wurden.
Mit dem Band Nr. 34, Flug nach Murdstone (April 1973), nahm die Reihe ihr klassisches Erscheinungsbild an, das sie bis zum Band Nr. 83, Der Wassermann (1991) beibehalten sollte: Hochwertige, dem Genre der Phantastik angemessene und oft photorealistische Acrylgemälde, mit zwei ineinanderverschachtelten, abgerundeten Rechtecken (oft mit Doppelrahmen) für den in einer Art-déco-Schrift gehaltenen Titel der Reihe und den in einer Sans-Serifen-Schrift gehaltenen Titel des Bandes (letztere wurde in den frühen 80ern in eine modernistische Bauhaus-Schrift (Eurostile?) geändert).
Ab ca. Band Nr. 25 (1970) bis jenseits des Bandes Nr. 70, Willkommen in Coventry (November 1984), wurden Gewebeeinbände aus faserigem Leinen verwendet, spätestens mit dem Band Nr. 75, Sphärenklänge (1987), erhielt die Reihe wieder einen glatten, lackierten Kartoneinband, den sie ursprünglich besessen hatte. Erst ab Band Nr. 36, Ein Pegasus für Mrs. Bullitt (Dezember 1973), bekamen die Bände eine ISBN zugeordnet, die zunächst nur im Impressum abgedruckt wurde. Ab Band Nr. 70 (November 1984) wurde die ISBN auch unter dem Klappentext auf der Rückseite abgedruckt. Erst ca. ab Band Nr. 50, Die Cinderella-Maschine (1978), erschien auch erstmals die Nummer des jeweiligen Bandes auf dem Buchrücken. Band Nr. 69, Nacht in den Ruinen (Juli 1984), war ein Fehldruck: Auf der Rückseite und dem Buchrücken stand versehentlich Nr. 68, während die richtige Nummer auf dem Titelblatt stand.
Erst ab Band Nr. 46, Tod eines Samurai (1977), wurde der Urheber des jeweiligen Umschlagbildes im Impressum genannt. Die vom Kurd-Laßwitz-Preisträger Jörg Remé geschaffenen psychedelischen Umschlagbilder orientierten sich am fast abstraktionistischen, aber noch figürlichen Expressionismus eines Franz Marc, Paul Klee, George Grosz, Heinz Edelmann, Peter Max und Milton Glaser.
Spätestens Anfang der 80er wurde die Reihe offenbar für Sammler interessant, da Heyne ab Band Nr. 66, Im fünften Jahr der Reise (Sommer 1983), aufgrund wiederholter Nachfragen einen ausdrücklich an diese gerichteten Hinweis auf dem Frontispiz abdruckte, das die auf derselben Seite regelmäßig befindliche Auflistung der bisherigen Bände der Reihe leider kein verbindliches Verzeichnis der davon lieferbaren Titel darstelle.
Mit Band Nr. 84, Der magische Helm (1991) verließ die Reihe ihr klassisches Erscheinungsbild. Zwar wurden die beiden abgerundeten Rechtecke auf dem Cover beibehalten, die Schriftart beider Schriftzüge von Reihen- und Bandtitel wurde jedoch in eine gewöhnliche, Times-New-Roman-ähnliche Schriftart geändert und die mit zahlreichen Schattierungen und Farbverläufen versehenen Acrylzeichnungen auf dem Cover mit einfacheren, verlaufslosen Bildern ersetzt.
Erst der letzte erschienene Band Nr. 101, Die Roosevelt-Depeschen (2000), besaß wieder ein hochwertiges Acrylbild auf dem Cover. Gleichzeitig wurden die beiden ineinanderverschachtelten Rechtecke durch einen einfachen Strich ersetzt, der den Titel von Reihe und Band voneinander trennte, die nun in einer serifenlosen, futuristischen Bank-Gothic-artigen Schrift mit Kapitälchen gehalten waren.

### Einstellung
Der Band Nr. 102 besaß bereits ein Titelbild im selben Stil wie der Band Nr. 101 und war mit dem Erscheinungstermin 2001 unter dem Titel Helden des dritten Jahrtausends angekündigt, erschien dann aber nicht mehr. Wolfgang Jeschke führte das Konzept der periodischen SF-Kurzgeschichtenanthologie bei Heyne noch mit zwei Bänden des neuen, jährlich erscheinenden Ikarus – Best of Science Fiction im Jahr 2001 und 2002 fort, bis allerdings auch dieser Versuch einer Neubelebung des Konzepts eingestellt wurde.
Nach auf Amazon veröffentlichten Angaben von Hannes Riffel, Übersetzer und Gründer des Golkonda-Verlags, beruhte die Einstellung von MFSF darauf, dass Heyne es sich angesichts der Marktentwicklung nicht mehr leisten konnte, eigene Übersetzungen von SF-Kurzgeschichten in Auftrag zu geben, was auch der Grund dafür war, dass Jeschke in Ikarus nur noch die Zweitverwertung von altem Material betreiben konnte, das Heyne bereits in der Vergangenheit mindestens einmal veröffentlicht hatte.
Nach Einstellung der Reihe im Jahre 2001 gründete der seit 1983 letzte Herausgeber des deutschen MFSF, Ronald M. Hahn, zusammen mit Michael K. Iwoleit und Helmuth W. Mommers die ähnliche, seit 2002 erscheinende SF-Anthologienreihe Nova, die sich allerdings allein auf Storys aus dem deutschen Sprachraum beschränkt.

## Ausgaben außerhalb der USA
- Argentinien. Minotauro (September 1964 – Juni 1968), herausgegeben von Francisco Porrúa unter dem Alias Ricardo Gosseyn. Die Veröffentlichung übernahm das Ediciones Minotauro in Buenos Aires für 10 Ausgaben. Der volle Titel war Minotauro fantasía y ciencia-ficción. Minotauro verlegte nicht die US-Ausgaben von F&SF, sondern stellte die Ausgaben individuell aus verschiedensten US-Ausgaben zusammen.[63]
- Australien. The Magazine of Fantasy & Science Fiction (November 1954 – August 1958), veröffentlicht von Consolidated Press. 14 Ausgaben. Die Inhalte kamen aus den US-Ausgaben, wurden aber in anderen Zusammenstellungen verlegt.
- Brasilien. Galáxia 2000 (erste Ausgabe im Januar 1968), herausgegeben von Mario Camarinha und verlegt von Ediçōes O Cruzeiro. 4 oder 5 Ausgaben. In ihnen waren nicht nur Inhalte aus den US-amerikanischen, sondern auch der italienischen, französischen und argentinischen Ausgaben enthalten. 1970 wurde es vom Magazine de Ficçāo Cientifica ersetzt, das erstmals im April 1970 bis November 1971 erschien. Es erschienen 20 Ausgaben, von denen jede auch ein Werk eines einheimischen Schriftstellers enthielt.[64]
- Deutschland. Magazine of Fantasy and Science Fiction (1963–2000). Veröffentlicht von Heyne bis Ausgabe 101. Die Redakteure waren: 1–9 Charlotte Winheller; 10–14 Walter Ernsting; 15–42 Wulf H. Bergner; 43–63 Manfred Kluge; 64–101 Ronald M. Hahn.[65][66] Der vollständige Titel der deutschen Ausgabe lautete: Eine Auswahl der besten SF-Stories aus The Magazine of Fantasy and Science Fiction.[67][68] Später mehrmals umbenannt so in: Die besten SF-Stories aus The Magazine of Fantasy and Science Fiction[69] und: Die besten Stories aus The Magazine of Fantasy and Science Fiction.[70]
- Frankreich. Fiction (Oktober 1953 – Februar 1990), die meiste Zeit herausgegeben von Alain Dorémieux. 412 Ausgaben. Fiction verlegte noch intensiver einheimische Schriftsteller, zusätzlich zu den Übersetzungen aus dem Amerikanischen. Viele dieser ursprünglich französischen Werke fanden ihren Weg in die amerikanischen Ausgaben von F&SF. Ein Beispiel dafür ist Les Premiers jour de mai von Claude Veillot, erschienen in der Mai-Ausgabe von 1960. 1961 wurde es von Damon Knight übersetzt und erschien in der F&SF Dezember-Ausgabe. Seit 2005 erscheint es nur noch halbjährlich.[71]
- Israel. Fantasia 2000 (1978–1984), Redakteure: Aharon Hauptman und Gabi Peleg; die ersten 15 Ausgaben veröffentlichte A. Tene, alle weiteren 44[72] durch Hyperion. Die meisten Werke waren Übersetzungen des amerikanischen Originals mit einigen wenigen israelischen Kurzgeschichten. Außerdem wurde Asimovs Kolumne einbezogen zusätzlich Leserbriefe und Sachartikel.[73]
- Italien. Fantascienza (November 1954 – Mai 1955), Redakteur war Livio Garzanti, veröffentlicht durch Garzanti und die Gebrüder Treves. 7 Ausgaben. Übersetzungen von F&SF Ausgaben. Der Nachfolger Fantasia & Fantascienza (Dezember 1962 – Oktober 1963) mit dem Redakteur G. Jori, verlegt von Minerva Editrice kam auf 10 Ausgaben, die zusätzlich italienische Werke enthielten.[74]
- Japan. jap. S-Fマガジン, Esu-Efu Magajin (Februar 1960 – dato), herausgegeben unter anderem von: Masami Fukushima, Ryozo Nagashima und Imaoka Kiyoshi. Sie begannen mit den Übersetzungen des F&SF und verlegten im Laufe der Zeit immer häufiger japanische Autoren. Seit 2016 ist es das führende SF Magazin Japans.[75][76][77]
- Mexiko. Ciencia y Fantasía (September 1955 – Dezember 1957), veröffentlicht von Novaro-México, S.A. 14 Ausgaben. Übersetzungen aus verschiedensten Originalausgaben.[78][79]
- Norwegen. Nova (1971–1979), Redakteure: Terje Wanberg, Øyvind Myhre, Per G. Olson und Johannes H. Berg, Verlegt vom Stowa Forlag. 34 Ausgaben. Zunächst als Science Fiction-Magasinet erschienen, begann es mit Übersetzungen des F&SF. Ab der vierten Ausgabe wurden weitere Werke hinzugefügt.[80]
- Schweden. Jules Verne Magasinet (1969–2013), Redaktion und Veröffentlichung durch Bertil Falk (1969–1971); Redakteur Sam Lundwall (1972–2013) veröffentlicht von Askild & Kärnekull (1972), Delta (1973–1983), und Sam J Lundwall Fakta & Fantasi (1983–2010).[81]

## Listen der deutschsprachigen Ausgaben
- Liste der deutschsprachigen The-Magazine-of-Fantasy-and-Science-Fiction-Ausgaben der 1960er Jahre (Ausgaben 1–24)
- Liste der deutschsprachigen The-Magazine-of-Fantasy-and-Science-Fiction-Ausgaben der 1970er Jahre (Ausgaben 25–54)
- Liste der deutschsprachigen The-Magazine-of-Fantasy-and-Science-Fiction-Ausgaben der 1980er Jahre (Ausgaben 55–80)
- Liste der deutschsprachigen The-Magazine-of-Fantasy-and-Science-Fiction-Ausgaben der 1990er Jahre (Ausgaben 81–101)